# Hisardžik
Hisardžik es un pueblo del municipio de Prijepolje, Serbia. Según el censo de 2002, el pueblo tiene una población de 285 personas. 
Durante la Segunda Guerra Mundial, el pueblo era conocido por ser un bastión para los miembros de la milicia musulmana de Sandzak, que servían bajo el mando del comandante Sulejman Pačariz.